# 國津果實酒醸造所
株式会社國津果實酒醸造所（くにつかじつしゅじょうぞうしょ）は、三重県名張市に所在する日本ワインを醸造する、ワイン醸造所。
2018年に創業し、「自然の摂理」と「昔ながらの醸造方法」に基づいたワイン造りを行っている。旧國津小学校を改修して設立され、地域に根ざした小規模ワイナリーとして知られる。

## 沿革
2018年、名張市の旧國津小学校を改修し、名張商工会議所の地域活性化プロジェクトの一環として開業した。

## 畑と栽培
名張市短野および青蓮寺にまたがる約1ヘクタールの自社畑では、除草剤や化学肥料を使わず、有機栽培やビオディナミ農法を部分的に導入している。その他、山形県や三重県の農家からもぶどうを仕入れている。

## 醸造
野生酵母による自然発酵を基本とし、補糖・補酸は行わず、最低限の亜硫酸のみを使用。醸造者は海外（ローヌ、リオハ）や国内（滋賀県）での醸造、栽培経験を活かし、素材の持つ力を生かすことを重視している。まだまだ不安定な部分はあるものの、試行錯誤重ねながら着実に飲み手の支持を広げている。

## 醸造哲学
「農家が造るワイン」を掲げ、剪定・収穫・仕込みまで農家と一体で行う体制を採っている。シリーズ名やラベルにも生産者の名前を明記し、各年の個性を尊重してラベルデザインを毎年変えるなど、工業的な均一性よりも自然の多様性を重視する姿勢が特徴。

## 銘柄
以下のようなシリーズが展開されている：
- NaturalPOPLife：自社栽培ぶどう100%使用。年ごとの個性を反映。
- budoutoikiruシリーズ：山形県の「ぶどうと生きる」ユニットのぶどう100%使用
- 菅野シリーズ：山形県・菅野忠司氏のぶどう100%使用
- TSUCHIYAシリーズ：山形県・土屋信一氏のぶどう100%使用
- membrillosシリーズ：山形県・奈良崎洋一氏のぶどう100%使用
- ishibeシリーズ：山形県・石部夫妻のぶどう100%使用
- 田也シリーズ：三重県名張市・福田ぶどう園のぶどう100%使用
- 栢本葡萄シリーズ：名張市の栢本葡萄園のぶどう100%使用

## 生産と販売
年間約1万本を生産。約半数を出荷し、特にワイン用品種は熟成を最低２年としており、蔵内で厳密に貯蔵管理される。
販売は全国の飲食店や酒販店、直販イベントなどで行われている。

## メディア掲載
- MARK（2022年9月）
- 中日新聞（2023年8月）
- 伊賀タウン情報 YOU（2018年7月）
- nanowa magazine agri（2023年）